# Kevin Garnett
Kevin Maurice Garnett (født 19. maj 1976 i Greenville, South Carolina, USA) er en professionel amerikansk basketballspiller, som tidligere spillede i NBA for Boston Celtics, som han i 2008 vandt NBA-mesterskabet med. Han har tidligere spillet en årrække hos Minnesota Timberwolves, hvor han i 2004 blev valgt til ligaens MVP. I sommeren 2013 valgte Kevin Garnett at skifte Boston ud med New York, da han skiftede til Brooklyn Nets.

## Landshold
I år 2000 repræsenterede han det amerikanske landshold ved OL i Sydney, og var med til at vinde guld.

## Udmærkelser
- NBA-mester (2008)
- NBA Most Valueable Player (2004)
- NBA Defensive Player of the Year (2008)
- 14x NBA All-Star (1997-1998, 2000-2011)
- 4x All-NBA First Team (2000, 2003-2004, 2008)
- 3x All-NBA Second Team (2001-2002, 2005)
- 2x All NBA Third Team (1999, 2007)
- 9× NBA All-Defensive First Team (2000–2005, 2008–2009, 2011)
- 2× NBA All-Defensive Second Team (2006–2007)
- NBA All-Rookie Second Team (1996)
- 4× NBA rebounding champion (2004–2007)
- NBA All-Star Game MVP (2003)
- J. Walter Kennedy Citizenship Award (2006)